# Валттері Іммонен
Валттері Іммонен (фін. Waltteri Immonen; 3 квітня 1967, м. Гельсінкі, Фінляндія) — фінський хокеїст, захисник. Помічник головного тренера ХК «Цуг».
Вихованець хокейної школи «Йокеріт» (Гельсінкі). Виступав за «Йокеріт» (Гельсінкі).
В чемпіонатах Фінляндії — 452 матчі (32+123), у плей-оф — 60 матчів (5+16).
У складі національної збірної Фінляндії учасник чемпіонатів світу 1992, 1993 і 1994 (13 матчів, 3+2). 
Досягнення
- Срібний призер чемпіонату світу (1992, 1994)
- Чемпіон Фінляндії (1992, 1994, 1996, 1997), срібний призер (1995), бронзовий призер (1998)
- Володар Кубка європейських чемпіонів (1995, 1996).

Тренерська кар'єра
- Помічник головного тренера «Йокеріт» (Гельсінкі) (1999—05, 2006—07, СМ-ліга)
- Головний тренер «Йокеріт» (Гельсінкі) (2005—06, СМ-ліга)
- Помічник головного тренера ХК «Цуг» (з 2008, НЛА).